# Озимо
Озимо (итал. Osimo) — коммуна в Италии, располагается в регионе Марке, в провинции Анкона.
Население составляет 32 726 человек (2008 г.), плотность населения составляет 310 чел./км². Занимает площадь 105 км². Почтовый индекс — 60027. Телефонный код — 071.
Покровителями коммуны почитаются святая Фёкла Иконийская, святые Виктор и Корона, а также святой Иосиф Купертинский, похороненный в церкви Сан-Джузеппе-да-Копертино (San Giuseppe da Copertino), празднование 18 сентября.

## История
Во времена Древнего Рима город назывался Vetus Auximum. Был основан теми же греческими колонистами, что и Анкона. Римляне в 174 до н. э. подняли крепостные стены из больших прямоугольных камней, сделав город главной крепостью для своих северных поселений в Пицене.

## Демография
Динамика населения:

## Города-побратимы
- Копертино, Италия
- Армстронг, Аргентина
- Дмитров, Россия

## Администрация коммуны
- Официальный сайт: http://www.comune.osimo.an.it Архивная копия от 16 июля 2006 на Wayback Machine